# Thorill Gylder
Thorill Gylder (Norvegia, 5 maggio 1958) è un'ex marciatrice norvegese. Attiva dalla metà degli anni '70 agli inizi degli anni '80, ha preso parte a tre edizioni della IAAF World Race Walking Cup e, dopo un quarto e quinto posto, ha conquistato la medaglia di bronzo nei 5 km di marcia nel 1979.

## Carriera
Gylder ha maturato le sue prime esperienze internazionali a livello regionale, gareggiando a livello juniores ai Nordic Race Walking Championships nel 1973 e 1975, conquistando due bronzi dietro a alle svedesi Siv Gustavsson e Monica Karlsson. Ha vinto la sua prima medaglia senior (bronzo) alla competizione del 1975, sempre dietro a due svedesi: Margareta Simu ed Elisabeth Olsson. Ciò l'ha resa la seconda norvegese a piazzarsi sul podio in questa competizione dal primo posto del 1971 di Thorhild Sarpebakken. Ha vinto anche una medaglia d'argento nei 3000 metri di marcia ai Nordic Indoor Race Walking Championships del 1978, con Simu di nuovo sul podio.
Gylder è stata una marciatrice dominante a livello nazionale: durante la sua carriera, ha conquistato sei titoli consecutivi nella marcia sui 5000 metri, dal 1975 al 1980, e sette titoli consecutivi nella disciplinasulla distanza dei 10 chilometri. Anche sua sorella, Gerd Gylder, è stata una marciatrice internazionale per la Norvegia.

### Record
Ha battuto diversi record mondiali di disciplina durante la sua carriera. Nel 1978 ha stabilito il record mondiale della marcia 20 chilometri con il tempo di 1h43'20", rimasto imbattuto per quasi due anni, prima di essere infranto da Sue Cook. Ha battuto due volte il record mondiale di marcia su 10 km, stabilendo un tempo di 48'40" minuti nel 1978 prima di abbassarlo di oltre un minuto fino a 47'24" nel 1979. Sue Cook fu ancora una volta l'atleta a migliorare il record di Gylder, nel 1980. Ha anche battuto il record mondiale della marcia sui 5000 metri al Bislett Stadium nel 1978.

## Palmarès

### Competizioni internazionali
| Anno | Manifestazione                  | Sede              | Evento | Risultato | Prestazione |
| ---- | ------------------------------- | ----------------- | ------ | --------- | ----------- |
| 1975 | Coppa del mondo (non ufficiale) | Le Grand-Quevilly | 5 km   | 5ª        | 25'05       |
| 1979 | Coppa del mondo                 | Eschborn          | 5 km   | Bronzo    | 23'08"      |
| 1981 | Coppa del mondo                 | Valencia          | 5 km   | -         | DNF         |

### Titoli nazionali
- 6 volte campionessa nazionale norvegese nei 5000 metri marcia (1975, 1976, 1977, 1978, 1979, 1980)
- 7 volte campionessa nazionale norvegese nei 10 km marcia (1975, 1976, 1977, 1978, 1979, 1980, 1981)[5]

1975
- Oro ai campionati norvegesi (Bergen), 5000 metri marcia - 25'17"
- Oro ai campionati norvegesi (Bergen), 10 km marcia - 54'50"

1976
- Oro ai campionati norvegesi (Askim), 5000 metri marcia - 25'11"
- Oro ai campionati norvegesi (Askim), 10 km marcia - 50'00"

1977
- Oro ai campionati norvegesi (Lillehammer), 5000 metri marcia - 24'10"6
- Oro ai campionati norvegesi (Lillehammer), 10 km marcia - 50'50"

1978
- Oro ai campionati norvegesi (Steinkjer), 5000 metri marcia - 23'17"5
- Oro ai campionati norvegesi (Steinkjer), 10 km marcia - 48'40"

1979
- Oro ai campionati norvegesi (Larvik), 5000 metri marcia - 23'31"6
- Oro ai campionati norvegesi (Larvik), 10 km marcia - 47'24"

1980
- Oro ai campionati norvegesi (Bodø), 5000 metri marcia - 23'23"1
- Oro ai campionati norvegesi (Bodø), 10 km marcia - 50'16"

1981
- Oro ai campionati norvegesi (Haugesund), 10 km marcia - 49'24"